# ماهر البطوطي
 ماهر البطوطي هُو كاتب ومترجم مصري، عاش في طنطا والإسكَندَرِيَّة والقاهرة، التحق بكلية الآداب بجامعة القاهرة، قسم اللغة الإنجليزيَّة في 1961، وعمل ملحقًا ثقافيًا في العاصِمَة الإسبانيَّة مدريد لَمَّا يقرب من 5 سنوات، انتقل إلى نيويورك وبدأ العَمَل مترجماً ومحرراً في الأمانة العامة للأمم المتحدة بنيويورك في مارس 1978، وحصل على الجنسية الأمريكيَّة في 2007، ترجم العديد من المُؤلَّفات من الإنجليزيَّة والإسبانيَّة والفرنسيَّة، وصدر لَه 16 كتابًا مترجمًا مِنهَا شاعر في نيويورك للكاتب الإسبانيّ فيديريكو غارثيا لوركا، وصدر لَه عِشرَة كتب من مؤلفاته.

## مؤلفات
صدرت له عدة أعمال أدبية منها:
- «قاموس الأدب الأمريكي Dictionary of American Literature» مكتبة الآداب، 2013. [2]
- «الجيل الرائع، وقائع حياة بين الكتب والفن»، مركز الحضارة العربية، 2009.[3]
- «بين الفن والأدب»، مكتبة الأسرة، 2001. [4]
- «الرواية الأم ألف ليلة وليلة والآداب العالمية (دراسة في الأدب المقارن)»، القاهرة: مكتبة الآداب، 2005. [5]
- «الفتوحات الباريسية (رواية)»، دار العين للنشر، 2017.[6]
- «أفلام أهملتها الأقلام»، الهيئة المصرية العامة للكتاب.[7]
- «لوركا شاعر الأندلس»، الهيئة المصرية العامة للكتاب، 2003. [8]
- «رواة وروائيون من الشرق والغرب»، المؤسسة العربية للدراسات والنشر والتوزيع، 2001، عدد الصفحات:196. [9]
- «عزلة النسر»، تقديم: ماهر شفيق فريد، القاهرة: ميريت للنشر والمعلومات، 2003.[10]
- «السفينة النشوى (قصائد وشعراء)، الهيئة المصرية العامة للكتاب. [11]
- «سيمفونية ثقافية»، مكتبة الآداب، 2015. [12]

### ترجمات
- «صورة الفنان في شبابه»، للمؤلف: جيمس جويس، دار الآداب. [13]
- «من ديوان أوراق العشب»، للمؤلف: والت ويتمان، الهيئة المصرية العامة للكتاب.
- «ديوان أوراق العشب ذكرى الرئيس لنكولن وقصائد أخرى»، للمؤلف: والت ويتمان، عالم الأدب للترجمة والنشر، 2016. [14]
- «عشرون قصيدة حب وأغنية يأس»، بابلو نيرودا، الهيئة المصرية العامة للكتاب.
- «شاعر في نيويورك»، للمؤلف: فدريكو غرسيا لوركا، الهيئة المصرية العامة للكتاب. [15]
- «موت فلاح أسباني»، للمؤلف: رامون سندر، شرقيات للنشر. [16]
- «السيد الرئيس (رواية)»، للمؤلف: ميجيل آنخيل رياس، المؤسسة العربية للدراسات والنشر، 1985. [17]
- «الفن الروائي»، للمؤلف: ديفيد لودج، المجلس الأعلى للثقافة، 2002. [18]
- «باب همنجوا : مذكرات شخصية»، للمؤلف: أ.إ هوتشز، دار الآداب، 1979. [19]
- «أشعار»، للمؤلف جوستافو أدلفو بكر، المجلس الأعلى للثقافة.
- «الآنسة روزيتا العانس أو لغة الزهور»، للمؤلف: فدريكو غرسيا لوركا، ترجمة وتقديم ماهر البطوطي، مراجعة: د. يوسف الحشاش. [20]
- «أسبانيا في القلب»، للمؤلف: بابلو نيرودا، الهيئة المصرية العامة للكتاب، 1997. [21]
- «الفراشة والدبابة وقصص أخرى»، للمؤلف: إرنست همنجواي، سلسلة الجوائز، الهيئة المصرية العامة للكتاب، 2012. [22]
- «غزليات نيرودا (ديوان أشعار القبطان)»، للمؤلف: بابلو نيرودا، الهيئة المصرية العامة للكتاب، 1999. [23]
- «حاضرة الدنيا»، للمؤلف: إرنست همنجواي (قصص)، روايات الهلال. [24]
- «قصص من أمريكا اللاتينية»، للمؤلف: بلدوميرو ليلو، روبين داريو وآخرون، سلسلة الألف كتاب - الهيئة المصرية العامة للكتاب.[25]
- «مواويل الغجر»، للمؤلف: فديريكو غرسيا لوركا، عالم الأدب للترجمة والنشر، 2018. [26]
- «الأعمى مسرحية قصيرة»، للمؤلف: جبران خليل جبران، الهيئة المصرية العامة للكتاب، مجلة المسرح.
- "السقوط" للمؤلف : ألبير كامي، دار الكتب خان للنشر ، 2023.